# Mangifera monandra
Mangifera monandra är en sumakväxtart som beskrevs av Merrill. Mangifera monandra ingår i släktet Mangifera och familjen sumakväxter. Inga underarter finns listade i Catalogue of Life.